# Biserica Sfântul Nicolae din Râfov
Biserica Sfântul Nicolae din Râfov este un monument istoric aflat pe teritoriul satului Râfov, comuna Râfov. În Repertoriul Arheologic Național, monumentul apare cu codul 135039.01.